# Scooby-Doo e il mistero del Rock'n'Roll
Scooby-Doo e il mistero del Rock'n'Roll (Scooby-Doo! and KISS: Rock and Roll Mystery) è un film di animazione del 2015, diretto da Spike Brandt e Tony Cervone, basato sui personaggi di Scooby-Doo con la partecipazione della celebre rock band Kiss.
Prodotto dalla Warner Bros. Animation, è stato distribuito negli Stati Uniti il 21 luglio 2015, mentre in Italia è andato in onda in prima TV su Boomerang il 16 ottobre 2016.

## Trama
Fred, Daphne, Velma, Shaggy e Scooby-Doo si recano in un parco divertimenti chiamato Kiss World per vedere i Kiss al loro grande concerto di Halloween e per risolvere un mistero, soprattutto perché Daphne ha una cotta per Starchild (Paul Stanley), con grande fastidio di Fred. Tuttavia, quando la gang arriva, il capo della sicurezza ed ex dipendente della difesa del governo Delilah Domino si rifiuta di farli entrare per motivi inspiegabili, ma si intrufolano comunque, solo per essere catturati da Delilah, che li bandisce dal Kiss World con il sospetto di essere giustizieri. In quel momento, arrivano i Kiss e dopo che la gang spiega che sono lì per aiutare, dicono a Delilah che i ragazzi sono liberi di restare, cosa a cui lei acconsente con riluttanza, anche se non si fida di loro solo perché sono detective dilettanti. Il Demone (Gene Simmons) inizialmente si oppone all'idea perché Scooby gli ha accidentalmente spruzzato addosso una pistola ad acqua quando è andato da Shaggy e Scooby per una visita a sorpresa, ma in seguito cede. Mentre la gang si divide per cercare indizi, Shaggy e Scooby vengono inseguiti da un'entità; i Kiss vengono in loro aiuto. Raccontano alla gang che l'entità si chiama la strega cremisi, che sta terrorizzando il parco da un po', e hanno bisogno che sparisca prima del concerto. Nel frattempo, Delilah incolpa il supervisore del parco Manny Goldman per i danni causati al Kiss World, minacciando di mandarlo fuori dal mercato se non chiude il parco per motivi di sicurezza, mentre giura di trovare la gang e "arrestarli".
Una strana cartomante perennemente scalza di nome Chikara dice che la strega proviene da un universo alternativo chiamato Kissteria e progetta di usare il Diamante Nero che i Kiss usano nella loro canzone di successo "Detroit Rock City" per evocare un mostro chiamato Il distruttore per conquistare la Terra, cosa che Velma trova difficile da credere. Per fermare la Strega Cremisi, la gang usa il diamante per attirare la strega. Tuttavia, la Strega Cremisi li insegue attraverso un portale per Kissteria. Riesce a rubare il diamante e a scatenare Il distruttore, ma la gang e i Kiss arrivano su un'astronave per fermare il mostro. La gang poi torna sulla Terra, dove si sveglia credendo che il gas della strega abbia causato loro un'allucinazione. Smascherano la Strega Cremisi come Delilah, che non solo desiderava vendere il Diamante Nero (necessario per la tecnologia laser) a una società di difesa concorrente come vendetta contro i suoi ex datori di lavoro, ma anche per tenere la Mystery Inc. lontana dal suo piano mentre si traveste da guardia di sicurezza, temendo che potessero rovinare l'intero piano. Sconfitta, Delilah giura di fare causa alla Mystery Inc. prima di essere portata in prigione, e i Kiss accettano di incontrarla in tribunale per loro conto.
Più tardi, Starchild bacia Daphne proprio di fronte a Fred. Daphne poi bacia Fred sulla guancia, con sua grande gioia. Il Demone fa un sorriso a Shaggy e Scooby. Shaggy e Scooby poi vedono i Kiss volare via con il Diamante Nero per presentarlo allo Smithsonian Institution. Shaggy chiede a Scooby se dovrebbero raccontare agli altri cosa hanno visto. Tuttavia, Scooby suggerisce di non farlo, affermando: "Perché scuotere il loro mondo?"

## Colonna sonora
La colonna sonora è composta dai maggiori successi della band e una canzone originale:
1. Rock and Roll All Nite
2. Love Gun
3. Shout It Out Loud
4. I Was Made for Lovin' You
5. Detroit Rock City
6. Modern Day Delilah
7. Don't Touch My Ascot